# Poo Bear
Jason Paul Douglas Boyd (Connecticut, 4 de setembro de 1979), mais conhecido pelo seu nome artístico Poo Bear, é um compositor e produtor musical americano. É conhecido por ser um dos principais colaboradores de Justin Bieber, tendo co-escrito muitos dos sucessos de Bieber como "Despacito (Remix)", "I'm the One", "Where Are Ü Now", "What Do You Mean?", "Intentions", "Forever", "I Don't Care", e "All That Matters". Também co-escreveu "Caught Up", single do álbum Confessions, de Usher. A música atingiu o pico de número oito nos Estados Unidos. Em 2018, lançou o notório single Will I See You, parceria com a brasileira Anitta, presente no álbum Poo Bear: Presents Bearthday Music.

## Vida pessoal
Boyd nasceu em 1979 em New Haven, Connecticut. Ele se mudou com sua mãe para Atlanta aos 9 anos, depois que um tornado os deixou sem-teto. Seu primeiro avanço na carreira veio com o trabalho junto ao grupo de R&B 112, para quem compôs as músicas Dance With Me e Peaches & Cream. 

## Carreira
Após o sucesso com 112, no início dos anos 2000, Boyd trabalhou com os artistas Blu Cantrell e Jill Scott. Em 2004, o álbum Confessions, de Usher, foi lançado, contendo o single Caught Up, que Boyd co-escreveu com Ryan Toby e os produtores Dre & Vidal. O álbum foi certificado de diamante pela RIAA, vendendo mais de 10 milhões de cópias nos EUA e é amplamente considerado como um dos melhores álbuns da década. Caught Up foi o quinto single lançado do álbum, atingindo o número 8 no Billboard Hot 100.
No decorrer da década de 2000, Boyd continuou a trabalhar com artistas de R&B e hip-hop, incluindo Big Boi, Ameriie, Ludacris e Chris Brown.
Em janeiro de 2013, Boyd foi apresentado a Justin Bieber através do rapper Lil Twist e outros amigos de Bieber em Los Angeles. Os dois conversaram sobre criações e gostos semelhantes em música, e viajaram pelo mundo enquanto trabalhavam nas músicas para o álbum de Bieber. Durante este tempo, Boyd evitou trabalhar com outros artistas, dedicando seu tempo exclusivamente a Bieber. Ele co-escreveu a maioria das músicas dos álbuns de Bieber como Journals (2013) e Purpose (2015) e outros singles que atingiram o primeiro lugar ou entraram na parada norte-americana Billboard Hot 100.

## Discografia

### Álbuns de estúdio
| Título                             | Detalhe do álbum                                                                        |
| ---------------------------------- | --------------------------------------------------------------------------------------- |
| Poo Bear Presents: Bearthday Music | - Lançamento: 27 de abril de 2018 - Gravadora: Capitol - Formatos: CD, digital download |

## Singles

### Como artista principal
| Título                                                                                        | Ano  | Posições em paradas músicais | Posições em paradas músicais | Posições em paradas músicais | Posições em paradas músicais | Posições em paradas músicais | Posições em paradas músicais | Posições em paradas músicais | Certificações           | Álbum                              |
| Título                                                                                        | Ano  | AUS                          | AUT                          | BEL                          | HOL                          | SUE                          | SUI                          | UK                           | Certificações           | Álbum                              |
| --------------------------------------------------------------------------------------------- | ---- | ---------------------------- | ---------------------------- | ---------------------------- | ---------------------------- | ---------------------------- | ---------------------------- | ---------------------------- | ----------------------- | ---------------------------------- |
| "Would You Ever" (with Skrillex)                                                              | 2017 | 42                           | —                            | 3                            | —                            | 91                           | 63                           | 55                           | - RIAA: Ouro - MC: Ouro | Non-album single                   |
| "Hard 2 Face Reality" (featuring Justin Bieber and Jay Electronica)                           | 2018 | —                            | 71                           | —                            | 70                           | 59                           | 88                           | —                            |                         | Poo Bear Presents: Bearthday Music |
| "—" indica que a gravação não foi incluída nas paradas ou não foi distribuída naquela região. |      |                              |                              |                              |                              |                              |                              |                              |                         |                                    |